# Johan Æmilius Abraham van Panhuys

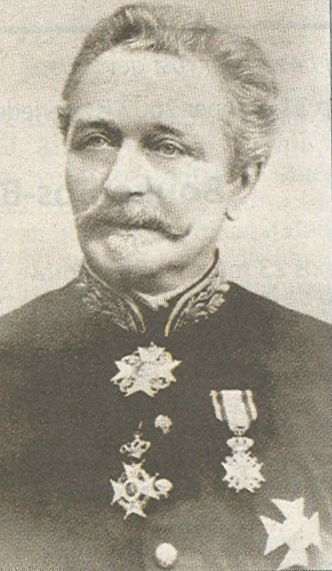
Portret van Johan Æmilius Abraham van Panhuys

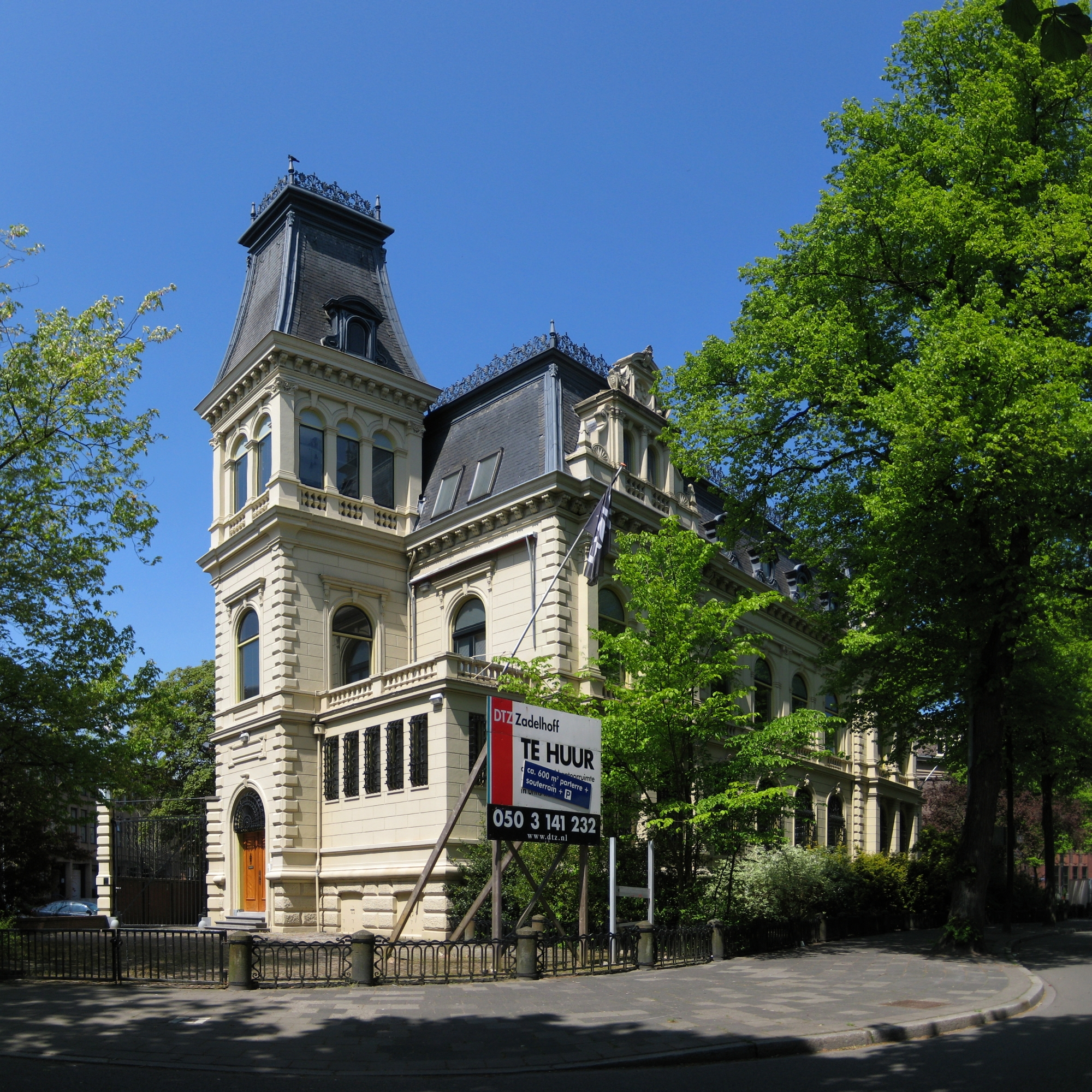
Villa aan het Hereplein in Groningen, in opdracht van Van Panhuys in 1881 gebouwd naar een ontwerp van de Duitse architect Gerhard Schnitger. In het pand, waarvan de bouwkosten het in die tijd aanzienlijke bedrag van 100.000 gulden beliepen, heeft Van Panhuys amper twee jaar gewoond: nadat hij in 1883 tot commissaris des Konings was benoemd, zag hij zich genoodzaakt naar een ambtswoning elders in de stad te verhuizen. (2010)

Jhr. mr. Johan Æmilius Abraham van Panhuys, heer van Nienoord (Leek (Groningen), 17 oktober 1836 – Hoogkerk, 6 november 1907) was een Nederlands bestuurder.

## Familie
Johan van Panhuys was lid van de familie Van Panhuys. Hij was een zoon van jhr. mr. Ulrich Willem Frederik van Panhuys (1806-1882), lid van de gedeputeerde staten van Groningen, en Wendelina Cornera barones von Inn- und Kniphausen (1805-1878), dochter van mr. Haro Casper baron von Inn- und Kniphausen, heer van Nienoord.
Van Panhuys trouwde in 1859 met jkvr. Catharina Johanna van Sminia (1834-1882) en in 1884 met Trijntje Looxma (1844-1907). Uit het eerste huwelijk werden vier kinderen geboren, onder wie jkvr. Wendelina Cornera van Panhuys (1861-1929) die trouwde met jhr. Helenus Marinus Speelman, 6e baronet (1852-1907); en jhr. Hobbe van Panhuys (1868-1907), burgemeester van Leek, lid provinciale staten van Groningen, kamerheer i.b.d.

## Loopbaan
Van Panhuys was burgemeester van de Friese gemeente Tietjerksteradeel (1864-1880) en Groningen (1880-1883) en lid van Provinciale Staten van Friesland (1866-1883). Hij was commissaris des Konings in Groningen (1883-1893) en daarna, in 1893, gedurende korte tijd commissaris van de Koningin in Overijssel.
Als vicepresident van de Raad van State (1893-1897) was Van Panhuys geen succes. Hij nam ontslag om gezondheidsredenen (voortdurende slapeloosheid) en ging rentenieren. Van Panhuys was Minister van Staat vanaf 1898 tot zijn dood in 1907.
Door het overlijden van zijn kinderloze oom Ferdinand Folef von Innhausen und Kniphausen werd Johan Æmilius Abraham eigenaar van de borg Nienoord in Leek.

## Overlijden
Van Panhuys is samen met zijn tweede echtgenote, zoon Hobbe, schoondochter De Blocq van Scheltinga en huisknecht Meindert van Wijk verdronken toen het rijtuig waarin zij reisden ten gevolge van dichte mist in het Hoendiep geraakte. De vier familieleden werden naast de kerk van Midwolde begraven. Omdat zijn zoon Hobbe slechts twee minderjarige kinderen achterliet, die vervolgens door andere familieleden werden opgevoed, kwam ook een einde aan de bewoning van het huis Nienoord.
De dramatische dood van de vier familieleden en huisknecht - zij hadden zich in het rijtuig laten insluiten, omdat zij die dag bij een bank in Groningen een groot geldbedrag hadden opgenomen en de paniek van het verdrinkende vijftal was zo groot geweest, dat volgens ooggetuigen "de nagels in de leren kap van het rijtuig staken" - maakte in Groningen grote indruk.
Een stoet door paarden voortgetrokken rijtuigen heeft op 6 november 2007 ter nagedachtenis van de slachtoffers de fatale tocht langs het Hoendiep nogmaals gemaakt. Daarbij werd op de plaats van het ongeval een monument onthuld.
Johan Æmilius Abraham van Panhuys was commandeur in de Orde van de Gouden Leeuw van Nassau, commandeur in de Orde van Oranje-Nassau en ridder in de Orde van de Nederlandse Leeuw.

## Afbeeldingen

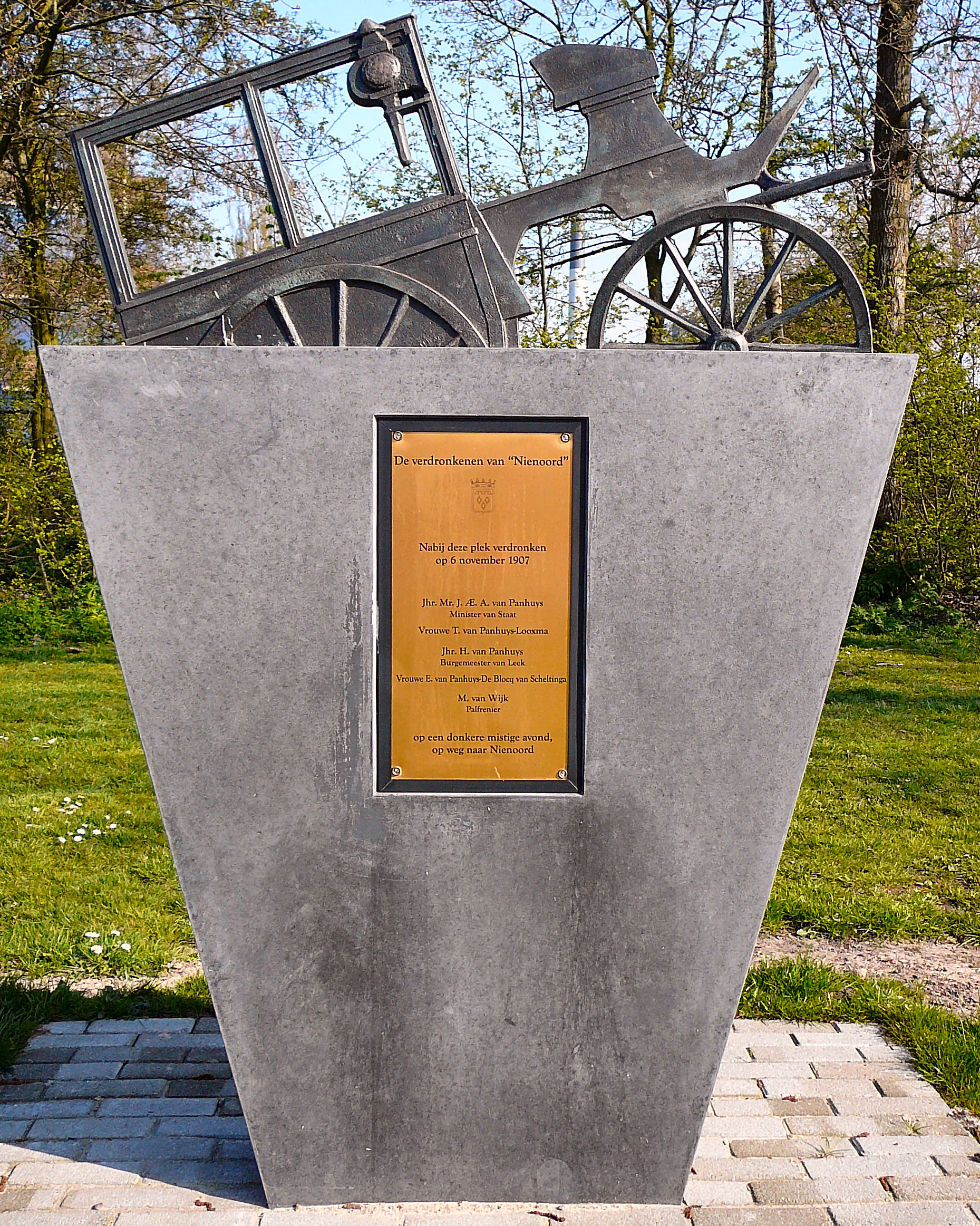
Het monument langs het Hoendiep in 2008

- Biografisch Portaal: 86668706
- International Standard Name Identifier: 0000 0003 9569 6807
- Nederlandse Thesaurus van Auteursnamen: 074076442
- Parlement.com: vg09lly04xxt
- Virtual International Authority File: 290481506
- WorldCat: E39PBJdx8cpYqMfkKMBqkVwt8C